# تارغليل (بني زولي)
تارغليل هي إحدى مشيخات المملكة المغربية، تتبع جغرافيا لإقليم زاكورة وإداريًا لبني زولي. يقدر عدد سكانها بـ 10304 نسمة حسب الإحصاء الرسمي للسكان والسكنى لسنة 2004.